# Walter Ramírez (futbolista)
Walter Ramírez (La Ceiba, Atlántida, Honduras; 7 de noviembre de 1983) es un futbolista hondureño. Juega de mediocampista y su actual equipo es el Moca FC de la Liga Dominicana de Fútbol.

## Clubes
| Club                     | País                 | Año             |
| ------------------------ | -------------------- | --------------- |
| Miami F. C.              | Estados Unidos       | 2006 - 2009     |
| Vida                     | Honduras             | 2010 - 2011     |
| San Antonio Scorpions    | Estados Unidos       | 2012 - 2013     |
| Indy Eleven              | Estados Unidos       | 2014            |
| Fort Lauderdale Strikers | Estados Unidos       | 2014 - 2016     |
| Tampa Bay Rowdies        | Estados Unidos       | 2016 - 2017     |
| Puerto Rico FC           | Puerto Rico          | 2016 - 2017     |
| Moca FC                  | República Dominicana | 2018 - Presente |